# Кристиан, Грег
Грег Кристиан (англ. Greg Christian) — американский бас-гитарист, известный своим участием в трэш-метал-группе Testament, где он играл с момента основания (тогда коллектив ещё назывался Legacy) до ухода из группы в 1996 году, после чего он вернулся в группу в 2001 году, но снова ушел в 2014.
Кристиан — оригинальный участник Testament, который начинал играть в группе ещё тогда, когда она называлась Legacy. До выхода их дебютного альбома The Legacy Кристиан прослушивался в Metallica на замену Клиффу Бёртону, но место досталось бывшему басисту Flotsam and Jetsam Джейсону Ньюстеду. Кристиан известен своим «пальцевым» стилем игры на бас-гитаре и басовыми партиями, напоминающими джаз, которые можно услышать в таких песнях, как «Souls of Black» и «Disciples of the Watch». Также Кристиан исполнял в группе партии бэк-вокала. В 2014 году Кристиан ушел из группы из-за отсутствия финансовой транспарентности группы и несправедливых платежей со стороны управляющих членов Testament Чака Билли и Эрика Питерсона. 27 июня 2017 года было объявлено, что Кристиан присоединился к Trauma. 10 марта 2019 года Кристиан присоединился к группе Hand of Fire.

## Дискография

### Testament
- The Legacy (1987)
- Live At Eindhoven (1987)
- The New Order (1988)
- Practice What You Preach (1989)
- Souls of Black (1990)
- The Ritual (1992)
- Return to the Apocalyptic City (1993)
- Low (1994)
- Live At Fillmore (1995)
- Live In London (2005)
- The Formation Of Damnation (2008)
- Dark Roots of Earth (2012)

### HavocHate
- Cycle of Pain (2005)